# Ester Banda
Ester Banda foi uma política zambiana. Ela serviu como membro da Assembleia Nacional de Roan de 1964 a 1968 e foi uma das primeiras deputadas eleitas na Zâmbia.

## Biografia
Membro do Partido da Independência Nacional Unida (UNIP), Banda foi nomeada subsecretária da Brigada Feminina, tendo reunido apoio ao partido em Ndola.
Nas eleições gerais de janeiro de 1964, Banda contestou o eleitorado de Roan como candidata da UNIP e foi eleita para o Conselho Legislativo, uma das três mulheres eleitas ao lado de Margret Mbeba e Nakatindi Yeta Nganga. Na independência, mais tarde em 1964, o Conselho Legislativo tornou-se a Assembleia Nacional. Ela perdeu o seu assento nas eleições de 1968 e mais tarde serviu como governadora de distrito e secretária provincial da UNIP na província de Copperbelt.